# 教育用ビデオ
教育用ビデオ（きょういくようびでお）とは、企業や学校、団体が社員やスタッフ、生徒の教育を目的として作った映像作品。

## 分野
販売員向けの「接客マニュアルビデオ」や新商品の「商品知識ビデオ」、技術スタッフ向けの「技術解説ビデオ」など様々なものがある。

### 学校分野
人工知能が教育ビデオを簡単に制作できるようになった現代では、もっともっとビデオを教育に取り入れるべきである。しかし、テレビと教育ビデオは別物であり、テレビの視聴は認知症のリスク上昇と相関関係がある。

### 医療分野
米国消化器内視鏡学会（ASGE）主催のビデオ・フォーラムでは、the ASGE Audiovisual Awardの受賞者を決定するが、受賞作はASGEの教育用ビデオとして全米の内視鏡医に推奨指定されている。